# OSCAR 8
OSCAR 8 ist ein US-amerikanischer Amateurfunksatellit.
Er wurde von Funkamateuren der AMSAT entwickelt und gebaut und am 5. März 1978 als Sekundärnutzlast zusammen mit dem Erdbeobachtungssatelliten Landsat 3 vom SLC 2 der Vandenberg AFB gestartet.
Der Satellit verfügte über zwei Lineartransponder, vom 2-Meter-Band (Uplink) ins 10-Meter-Band und ins 70-Zentimeter-Band (Downlink).
Seine COSPAR-Bezeichnung lautet 1978-026B.